# Ponte Generale Artigas
Il ponte Generale Artigas (in spagnolo: Puente General Artigas) è un ponte a sbalzo che attraversa il fiume Uruguay lungo il confine tra Argentina e Uruguay. Unisce la città argentina di Colón, nella provincia di Entre Ríos, con quella uruguaiana di Paysandú, capoluogo del dipartimento omonimo.

## Storia
Fu inaugurato dalla presidente argentina Isabel Perón il 10 dicembre 1975. È intitolato all'eroe nazionale uruguaiano José Artigas.